# Sudamérica Rugby Cup Juvenil 2018
La Sudamérica Rugby Cup Juvenil del 2018 fue la cuarta edición del torneo de selecciones nacionales juveniles de rugby de Sudamérica Rugby, luego de su ausencia en 2017.
Al igual que en las ediciones anteriores, Uruguay fue el equipo clasificado. De esta forma, Argentina M19, enfrentó en su casa a su vecino en categoría M20 en un solo partido celebrado el sábado 28 de julio. El cotejo se desarrolló en la cancha del Hindú Club ubicado en la localidad bonaerense de Don Torcuato.
Los participantes llegaban con distintos objetivos, por un lado, los Pumitas disputan anualmente el Campeonato Mundial y venían de ubicarse en la 6.ª posición en Francia 2018 y comenzaban a preparar la próxima edición. Por otro lado, los Teritos, que habitualmente disputan el Trofeo Mundial (Mundial B) le sirvió de preparación para la edición de Rumania 2018 a jugarse en un mes.

## Equipos participantes
- Selección juvenil de rugby de Argentina (Pumitas M19)
- Selección juvenil de rugby de Uruguay (Teritos M20)

## Resultado
| 28 de julio 11:00 | Argentina M19 | 39 - 10 | Uruguay M20 | Hindú Club, Buenos Aires, Argentina |                              |
|                   |               | Reporte |             | Árbitro(s): Damián Schneider        | Árbitro(s): Damián Schneider |

| Bandera de Argentina |
| Campeón Argentina    |
| Cuarto título        |